# Devon Sawa
Devon Edward Sawa (Vancouver, 1978. szeptember 7. – ) kanadai színész.
Színészi pályafutását tizenévesen kezdte: az 1990-es évek során olyan filmekben szerepelt, mint a Kis óriások (1994), a Casper (1995), a Tegnap és ma (1995), az S. O. S. Tornádó! (1996) és a Vad Amerika (1997). 1999-ben főszerepben, Jessica Alba partnereként tűnt fel a Kéz-őrület című horror-vígjátékban, mellyel Szaturnusz-díjra jelölték legjobb fiatal színész-kategóriában. A 2000-es Végső állomás című horrorfilmmel meg is nyerte a díjat ugyanebben a kategóriában. 2000-ben Eminem Stan dalában az egyik főszereplőt alakította. 2019-ben a Szupercella 3. – Az ördögverem című akciófilmben játszott a főszereplő Sylvester Stallone ellenlábasaként.
2010 és 2013 között a Nikita című drámasorozatban visszatérő szerepben volt látható.

## Fiatalkora és családja
1978. szeptember 7-én született Vancouverben, Joyce és Edward Sawa mechanikus fiaként. Két idősebb testvére van. Édesapja lengyel.

## Pályafutása
Olyan filmekben szerepelt, mint a Vad Amerika (1997), az SLC Punk! (1998), a Kéz-őrület (1999) és a Végső állomás (2000). 2000-ben Sawa játszotta a címszerepet Eminem „Stan” című videoklipjében.
2017-ben Nico Jackson szerepét alakította a Somewhere Between című sorozatban; a sorozat egy évad után véget ért. Sawa Lester Clark Jr. szerepében tűnt fel a Szupercella 3. – Az ördögverem című filmben. 2019-ben a The Fanatic című thrillerben alakította Hunter Dunbart, akit egy Moose nevű személy zaklat. A filmet a Limp Bizkit énekese, Fred Durst rendezte.

## Magánélete
Sawa Dawni Sahanovitch kanadai producer férje. 2013-ban házasodtak össze. Két közös gyermekük van, egy 2014-ben született fiú és egy 2016-ban született lány. Sawa vallástalannak és ateistának jellemezte magát, de támogatja a vallásszabadságot.

## Filmográfia

### Film
| Év   | Magyar cím                       | Eredeti cím                          | Szerep                          | Magyar hang       |
| ---- | -------------------------------- | ------------------------------------ | ------------------------------- | ----------------- |
| 1994 | Kis óriások                      | Little Giants                        | Junior Floyd                    | Morvay Gábor      |
| 1995 | Casper                           | Casper                               | Casper emberi alakban           | Simonyi Balázs    |
| 1995 | Tegnap és ma                     | Now and Then                         | Scott Wormer                    | Simonyi Balázs    |
| 1997 | Gittegylet                       | The Boys Club                        | Eric                            |                   |
| 1997 | Vad Amerika                      | Wild America                         | Mark Stouffer                   | Hamvas Dániel     |
| 1998 | Az otthon hidege                 | A Cool, Dry Place                    | Noah Ward                       |                   |
| 1998 |                                  | SLC Punk!                            | Sean                            |                   |
| 1998 |                                  | Around the Fire                      | Simon Harris                    |                   |
| 1999 | Kéz-őrület                       | Idle Hands                           | Anton Tobias                    | Bolba Tamás       |
| 2000 | Végső állomás                    | Final Destination                    | Alex Browning                   | Markovics Tamás   |
| 2000 | A bűnös                          | The Guilty                           | Nathan Corrigan                 | Görög László      |
| 2000 |                                  | Eminem: E                            | Stan                            |                   |
| 2002 | Svihákok – A nyúl viszi a puskát | Slackers                             | Dave Goodman                    | Csizmadia Gergely |
| 2002 | Hóhatár – A félelem felpörget    | Extreme Ops                          | Will                            |                   |
| 2005 | Dilis randi                      | Extreme Dating                       | Daniel Roenick                  | Markovics Tamás   |
| 2005 |                                  | Shooting Gallery                     | Paul                            |                   |
| 2006 |                                  | Devil's Den                          | Quinn                           |                   |
| 2009 |                                  | Creature of Darkness                 | Andrew                          |                   |
| 2010 |                                  | Endure                               | Zeth Arnold                     |                   |
| 2011 |                                  | 388 Arletta Avenue                   | Bill Burrows                    |                   |
| 2011 | Végső állomás 5.                 | Final Destination                    | Alex Browning (archív felvétel) | Markovics Tamás   |
| 2012 |                                  | The Philly Kid                       | Jake                            |                   |
| 2012 |                                  | A Resurrection                       | Travis                          |                   |
| 2014 |                                  | A Warden's Ransom                    | Miller                          |                   |
| 2015 | Ördögűzés Molly Hartley üdvéért  | The Exorcism of Molly Hartley        | John Barrow atya                | Papp Dániel       |
| 2015 | Feszültség                       | Life on the Line                     | Duncan                          | Viczián Ottó      |
| 2016 |                                  | Punk's Dead                          | Sean                            |                   |
| 2019 | Szupercella 3. – Az ördögverem   | Escape Plan: The Extractors          | Lester Clark Jr.                | Király Attila     |
| 2019 |                                  | The Fanatic                          | Hunter Dunbar                   |                   |
| 2019 |                                  | Jarhead: Law of Return               | Ronan Jackson                   |                   |
| 2020 |                                  | Disturbing the Peace                 | Diablo                          |                   |
| 2020 |                                  | Hunter Hunter                        | Joseph Mersault                 |                   |
| 2020 |                                  | Death Rider in the House of Vampires | Death Rider                     |                   |
| 2021 |                                  | Black Friday                         | Ken                             |                   |
| 2022 | Kerozin köz                      | Gasoline Alley                       | Jimmy Jayne                     | Király Attila     |

### Televízió
| Év        | Magyar cím                | Eredeti cím                                | Szerep                     | Megjegyzések                                         |
| --------- | ------------------------- | ------------------------------------------ | -------------------------- | ---------------------------------------------------- |
| 1989      |                           | Unsub                                      | fiatal John Wesley         | 1 epizód                                             |
| 1992–1994 |                           | The Odyssey                                | Yudo                       | 3 epizód                                             |
| 1993      | Sherlock Holmes visszatér | 1994 Baker Street: Sherlock Holmes Returns | fiatal Booth               | tévéfilm                                             |
| 1995      |                           | Lonesome Dove: The Outlaw Years            | Hank Valen                 | 1 epizód                                             |
| 1995–1996 | Akcióember                | Action Man                                 | további szinkronhangok     | 26 epizód                                            |
| 1996      | S. O. S. Tornádó!         | Night of the Twisters                      | Dan Hatch                  | tévéfilm                                             |
| 1996      | Modern Robin Hood         | Robin of Locksley                          | Robin McAllister           | tévéfilm                                             |
| 2003      | Pókember                  | Spider-Man: The New Animated Series        | Flash Thompson (hangja)    | 1 epizód                                             |
| 2010      | NCIS: Los Angeles         | NCIS: Los Angeles                          | Matt Bernhart              | 1 epizód                                             |
| 2010–2013 | Nikita                    | Nikita                                     | Owen Elliot / Sam Matthews | - visszatérő (1–2. évad) - és főszereplő (3–4. évad) |
| 2015      |                           | Broad Squad                                | Patrick Byrne              | tévéfilm                                             |
| 2016      |                           | Real Detective                             | Eddie Herman nyomozó       | 1 epizód                                             |
| 2017      |                           | Somewhere Between                          | Nico Jackson               | főszereplő                                           |
| 2018      | Hawaii Five-0             | Hawaii Five-0                              | Brad Woodward              | 1 epizód                                             |

## Díjak és jelölések
| Év   | Díj                             | Kategória                                              | Jelölt mű                | Eredmény |
| ---- | ------------------------------- | ------------------------------------------------------ | ------------------------ | -------- |
| 1997 | Young Artist Award              | Legjobb fiatal színész tévéfilmben vagy minisorozatban | S. O. S. Tornádó! (1996) | Jelölve  |
| 1999 | Teen Choice Awards              | Leggusztustalanabb jelenet                             | Kéz-őrület (1999)        | Jelölve  |
| 2000 | Szaturnusz-díj                  | Szaturnusz-díj a legjobb fiatal színésznek             | Kéz-őrület (1999)        | Jelölve  |
| 2001 | Szaturnusz-díj                  | Szaturnusz-díj a legjobb fiatal színésznek             | Végső állomás (2000)     | Elnyerte |
| 2001 | Blockbuster Entertainment Award | Kedvenc horrorfilmes színész                           | Végső állomás (2000)     | Jelölve  |

## Fordítás
- Ez a szócikk részben vagy egészben  a   Devon Sawa című angol Wikipédia-szócikk fordításán alapul.  Az eredeti cikk szerkesztőit annak laptörténete sorolja fel. Ez a jelzés csupán a megfogalmazás eredetét és a szerzői jogokat jelzi, nem szolgál a cikkben szereplő információk forrásmegjelöléseként.